# Chessgames.com
Chessgames.com je internetska šahovska zajednica s preko 173 000 članova (2012.). Ove stranice sadrže veliku podatkovnu bazu šahovskih partija. Svaka partija ima svoju stranicu koja sadrži rasprave, komentare i analize. Prije svega ograničena je samo na partije gdje barem jedan šahist mora biti razine majstora. Podatkovna baza seže u povijest do vremena najstarijih znanih zapisanih partija. Osvježava ju se partijama vrhunskih tekućih turnira. Osnovno je članstvo besplatno. Stranice se planira otvoriti svim igračima svih razina sposobnosti, uz dodatne mogućnosti koje će biti dostupne članovima statusa Premium. Prva je svrha Chessgames.com-a bila biti mjestom šahovske rasprave i analize, no povremeno se organizira savjetodavne partije u kojima igraju cijeli sastavi članova i članica ovih stranica protiv drugih sastava članova i članica ili protiv vrlo kvalitetnih šahovskih majstora, pored ostalih i bivšeg prvaka SAD-a i dvaju bivših svjetskih prvaka u dopisnom šahu. Članovi mogu održavati vlastite stranice na kojima će raspravljati, a ima i inih osobina koje služe za pomoći proučavati otvaranja, završnice i žrtvovanja. Naslovnica često prikazuje zagonetku dana, igrača dana, partiju dana, zagonetku koja varira težinom cijelog tjedna od "vrlo lagano" ponedjeljkom do "ludo" nedjeljom.

## Vanjske poveznice
- Chessgames.com
- Šahovske statistike